# Eremophila (ocell)
Eremophila és un gènere d'ocells de la família dels alàudids (Alaudidae).

## Taxonomia
Segons la Classificació del Congrés Ornitològic Internacional (versió 13.1, 2023) aquest gènere està format per dues espècies:
- Eremophila alpestris - alosa banyuda.
- Eremophila bilopha - alosa del Sàhara.